# Ташматов, Мамаджан
Мамаджан Ташматов (узб. Мамажон Тошматов; 1878 год, кишлак Санг — февраль 1964 года) — звеньевой колхоза «Сталинград» Папского района Наманганской области, Узбекская ССР. Герой Социалистического Труда (1957).

## Биография
Родился в 1878 году в бедной крестьянской семье в кишлаке Санг. С 1930-х годов трудился рядовым колхозником, звеньевым хлопководческого звена, бригадиром хлопководческой бригады в колхозе «Сталинград» Папского района.
В 1950-е годы звено Мамаджона Ташматова ежегодно сдавала в среднем по 45 — 50 центнеров хлопка-сырца с каждого гектара. Стал инициатором социалистического соревнования среди хлопководов Узбекистана под девизом: «Хлопковод, прославь свою профессию! Мы все несём ответственность за хлопок!».
В 1956 году звено Мамаджона Ташматова досрочно выполнило коллективные социалистические обязательства и плановые задания Пятой пятилетки (1951—1955) по сдаче государству хлопка-сырца. Указом Президиума Верховного Совета СССР от 11 февраля 1957 года «за выдающиеся успехи, достигнутые в деле развития советского хлопководства, широкое применение достижений науки и передового опыта в возделывании хлопчатника и получение высоких и устойчивых урожаев хлопка-сырца» удостоен звания Героя Социалистического Труда с вручением Ордена Ленина и золотой медали Серп и Молот.
Избирался депутатом Ферганского областного Совета народных депутатов.
Скончался в феврале 1964 года.